# Markus Schopp
Markus Schopp (Graz, 22 de febrer de 1974) és un exfutbolista austríac que militava de migcampista.
Va fer el seu debut com a professional en 1995 per al club SK Sturm Graz a la seva ciutat natal, jugant en un partit de classificació del Campionat Europeu contra Letònia i va participar en la Copa Mundial de Futbol de 1998.
Va jugar per última vegada per a New York Red Bulls de la Major League Soccer, prestat pel club germano Football Club Red Bull Salzburg d'Àustria.
Schopp també va jugar per a Hamburg (Alemanya) i Brescia Calci (Itàlia).
Es va retirar del futbol al desembre de 2007 a causa de problemes crònics d'esquena.

## Trajectòria
| Club               | País         | Any         |
| ------------------ | ------------ | ----------- |
| SK Sturm Graz      | Àustria      | 1991 - 1996 |
| Hamburg SV         | Alemanya     | 1996 - 1998 |
| SK Sturm Graz      | Àustria      | 1998 - 2001 |
| Brescia Calcio     | Itàlia       | 2001 - 2005 |
| Red Bull Salzburg  | Àustria      | 2005 - 2006 |
| New York Red Bulls | Estats Units | 2006 - 2008 |